# Bruderschaft Deutschland
Die Bruderschaft Deutschland ist eine neonazistische bürgerwehrähnliche Gruppierung, die seit 2016 hauptsächlich in Düsseldorf tätig ist. Die Gruppe gilt als ein typisches Beispiel für Mischstrukturen von Neonazis, Rockern und Hooligans. Sie wird vom Verfassungsschutz beobachtet, der einige ihrer Mitglieder „dem subkulturellen Rechtsextremismus“ zuordnet.

## Geschichte
Die Gruppe wurde etwa im Sommer 2016 im Düsseldorfer Stadtteil Garath gegründet und trat zunächst als Bruderschaft Garath auf. Als einer ihrer Gründer gilt Kai Kratochvil.
Im Jahr 2017 trat die Gruppe mit T-Shirts mit dem Aufdruck „Treue, Blut und Ehre“ auf. Im Januar 2018 trugen Mitglieder der Gruppe T-Shirts mit neonazistischen Symbolen. Daraufhin kam es zu drei polizeilichen Wohnungsdurchsuchungen und umfangreichen Beschlagnahmen.
Im November 2018 beteiligte sich die Gruppe an einem Aufmarsch von Hooligans im Stadtteil Unterbilk. Einige Personen, die der Gruppe zugeordnet werden können, nahmen im selben Monat an einer Kundgebung gegen den Migrationspakt in Düsseldorf teil.
Die Gruppe machte die Düsseldorfer Gaststätte Fuchsjagd zu ihrer Stammkneipe. Ende 2018 erteilte der Gastwirt der Gruppe ein unbefristetes Hausverbot.
Im Sommer 2019 marschierte die Gruppe in Düsseldorf vor dem Hauptbahnhof zu einer Mahnwache auf und hielt vor dem Rheinbad eine Kundgebung ab. Im Oktober desselben Jahres nahm die Gruppe an einer Demonstration in Berlin teil und skandierte mit weiteren Neonazis „Wenn wir wollen, schlagen wir euch tot!“ Ende 2019 nahmen Mitglieder der Gruppe an einer Demonstration mit dem Motto „Unsere Oma ist keine Umweltsau“ vor dem WDR-Gebäude in Köln teil. Während der Kundgebung wurde in Anlehnung an die erste Strophe des Deutschlandliedes „Deutscher Opa über alles“ gesungen, ebenso Lieder mit antisemitischem Inhalt.
Am 1. April 2020 durchsuchten Ermittler zur mutmaßlich rechtsterroristischen Gruppe S. fünf Wohnungen von Anhängern der „Bruderschaft Deutschland“ nach unerlaubten Waffen. Darunter war die Wohnung von Ralf Nieland, dem Anführer der Bruderschaft, in Düsseldorf-Holthausen. Er hatte nach Zeugenaussagen engen Kontakt zur Gruppe S., posierte auf Fotografien mit Tony E. und räumte zwei Kontakte zu ihm ein, distanzierte sich jedoch von Terrorplänen. Tony E. trug seinerseits T-Shirts der „Sektion Süd“ der Bruderschaft.